# Dave Richard Palmer

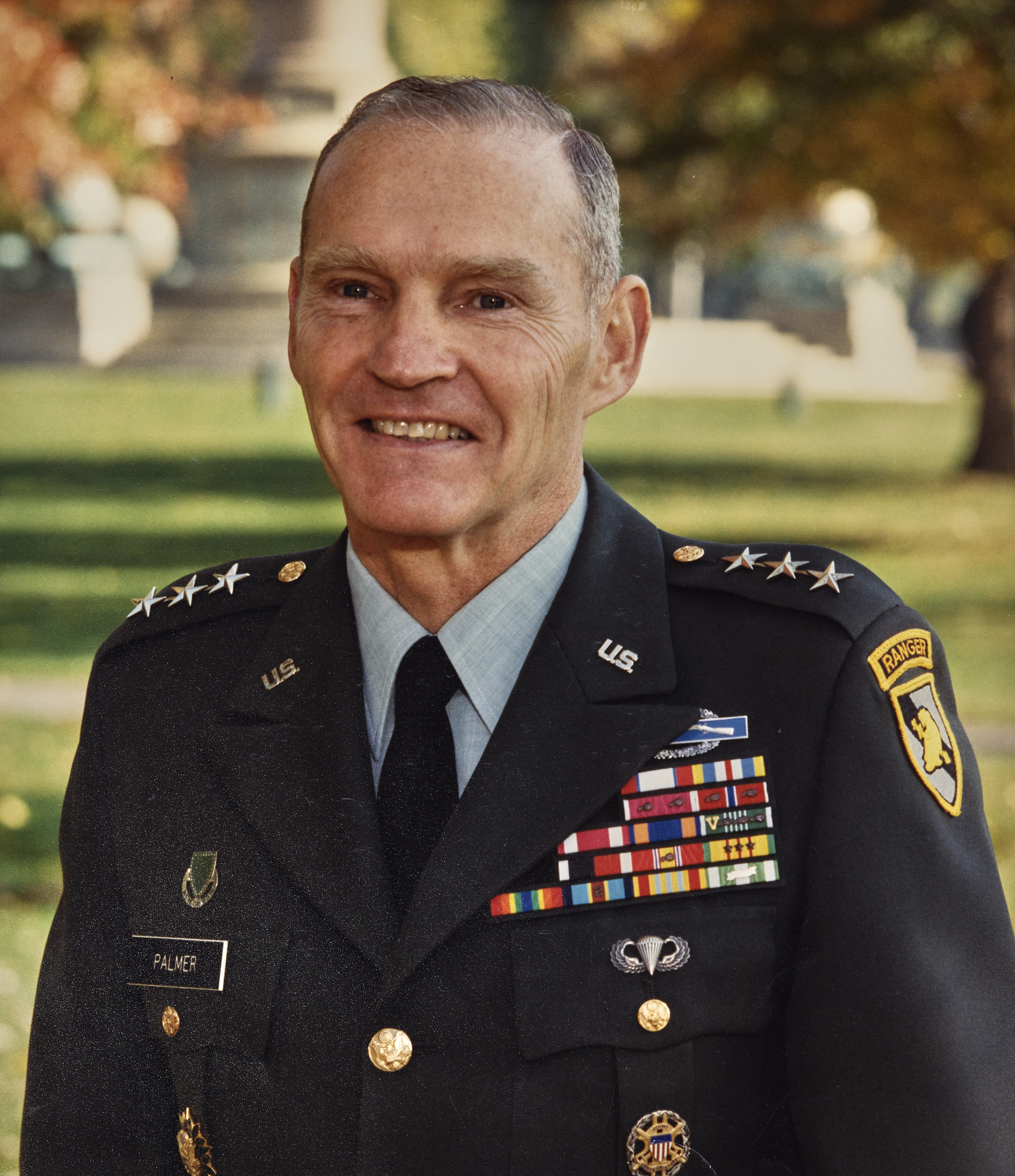
Generalleutnant Dave Richard Palmer

Dave Richard Palmer (* 31. Mai 1934 in Ada, Oklahoma) ist ein ehemaliger US-amerikanischer Generalleutnant der US Army, der unter anderem zwischen 1986 und 1991 Superintendent der US Military Academy in West Point war. Er war ferner von 1995 bis 1999 Präsident der Walden University und ist Verfasser verschiedener militärgeschichtlicher Veröffentlichungen.

## Leben
Palmer, Sohn von David Furman Palmer und dessen Ehefrau Lorena Marie Clardy Palmer, wuchs in New York und Texas auf und begann nach dem Schulbesuch eine militärische Ausbildung an der US Military Academy in West Point, die er 1956 abschloss. Nach seiner Beförderung zum Leutnant wurde er Panzeroffizier im Standort Berlin und später Kompaniechef einer Panzerkompanie der 1. Panzerdivision (1st Armored Division), der Old Ironsides. Danach fand er verschiedene Verwendungen in der US Army und absolvierte ein postgraduales Studium der Geschichtswissenschaften an der Duke University, welches er 1966 mit einem Master of Arts (M.A. History) beendete. Im Anschluss lehrte er als Instrukteur an der Abteilung für Militärkunst und Ingenieurwesen an der US Military Academy und war zwischen 1969 und 1971 Kommandeur des 2. Bataillons des 33. Panzerregiments der Spearhead, der 3. Panzerdivision (3rd Armored Division), und wurde für seine dortigen Leistungen mit dem Legion of Merit geehrt. Während des Vietnamkrieges war er zwischen 1971 und 1972 Heeresberater der Regierung von Südvietnam und erhielt hierfür einen weiteren Legion of Merit.
Danach schloss sich eine weitere Ausbildung am US Army War College (USAWC) in Carlisle an, die Palmer 1973 beendete. Er war von 1973 bis 1976 Stabsoffizier im US-Verteidigungsministerium und bekam für seine dortigen Verdienste einen weiteren Legion of Merit verliehen. Danach war er zwischen 1976 und 1977 Kommandeur der 1. Brigade der in Fort Hood stationierten 2. Panzerdivision (2nd Armored Division), der sogenannten „Hell on Wheels“. Im Anschluss war er zwischen 1976 und 1979 erneut Stabsoffizier in der Planungs- und Grundsatzabteilung (Office of the J-5, Plans and Policy Directorate) im Vereinigten Generalstab (Joint Staff) im US-Verteidigungsministerium und erhielt hierfür die Defense Superior Service Medal. 1981 kehrte er wieder nach Deutschland zurück und war bis 1983 Kommandant der US-Garnison Baumholder. Nach seiner Rückkehr fungierte er von 1983 bis 1985 als stellvertretender Kommandant des Command and General Staff College (CGSC) in Fort Leavenworth sowie zwischen Juni 1985 und Juli 1986 Kommandeur der 1st Armored Division. Für seine als Verdienste als stellvertretender Kommandant des CGSC wurde ihm die Army Distinguished Service Medal verliehen. Zuletzt löste er 1986 Generalleutnant Willard Warren Scott, Jr. als Superintendent der US Military Academy in West Point ab und bekleidete diesen Posten bis zu seinem Eintritt in den Ruhestand 1991, woraufhin Generalleutnant Howard D. Graves seine Nachfolge antrat. 1990 verlieh ihm die Duke University einen Ehren-Doctor of Philosophy (Honorary Ph.D.) und er wurde mit einer weiteren Army Distinguished Service Medal ausgezeichnet.
Palmer war zwischen 1992 und 2001 Mitglied des Direktoriums der Walden University in Minneapolis, deren Präsident er zwischen 1995 und 1999 war. Im Anschluss fungierte er von 1999 bis 2000 noch als Chief Executive Officer (CEO) von Walden e-Learning, Incorporated.
Aus seiner am 13. April 1957 geschlossenen Ehe mit LuDelia Clemmer gingen die Kinder Allison sowie J. Kersten Palmer hervor.

## Auszeichnungen
Auswahl der Auszeichnungen, sortiert in Anlehnung der Order of Precedence of Military Awards:
- Army Distinguished Service Medal (2×)
- Defense Superior Service Medal
- Legion of Merit (3×)
- Bronze Star
- Air Medal

## Veröffentlichungen
- River and the Rock: The History of Fortress West Point 1775–1783, 1969
- The Way of the Fox; American Strategy in the War for America, 1775-1783, Greenwood Press, 1975, ISBN 0-8371-75313
- Summons of Trumpet: US-Vietnam in Perspective, Presidio Press, 1978, ISBN 0-8914-1041-4
- Early American Wars and Military Institutions, Avery Pub. Group, 1986, ISBN 0-8952-9264-5
- 1794: America, Its Army, and the Birth of the Nation, Presidio Press, 1994, ISBN 0-8914-1523-8
- George Washington and Benedict Arnold: A Tale of Two Patriots, Regnery Pub., 2006, ISBN 1-5969-8020-6
- George Washington’s Military Genius, Regnery Pub., 2012, ISBN 978-1-5969-8791-3